# Лукас Андерсен
Лукас Андерсен (дан. Lucas Andersen; нар. 13 вересня 1994, Ольборг) — данський футболіст, атакувальний півзахисник швейцарського «Грассгоппера» і національної збірної Данії.
Чемпіон Нідерландів. Володар Суперкубка Нідерландів.

## Клубна кар'єра
Народився 13 вересня 1994 року в місті Ольборг. Вихованець академії місцевого однойменного клубу.
У дорослому футболі дебютував 2010 року виступами за головну команду «Ольборга», в якій провів два сезони, взявши участь у 41 матчі чемпіонату. Більшість часу, проведеного у складі «Ольборга», був основним гравцем команди.
До складу амстердамського «Аякса» приєднався 2012 року.
4 липня 2016 року Лукаса продали до «Грассгоппера».

## Виступи за збірні
2009 року дебютував у складі юнацької збірної Данії, в командах різних вікових категорій взяв участь у 43 іграх на юнацькому рівні, відзначившись 3 забитими голами.
З 2012 року залучається до складу молодіжної збірної Данії. На молодіжному рівні зіграв у 20 офіційних матчах, забив 5 голів.
2014 року дебютував у офіційних матчах у складі національної збірної Данії.

## Титули і досягнення
- Чемпіон Нідерландів (2):

«Аякс»: 2012–13, 2013–14
- Володар Суперкубка Нідерландів (1):

«Аякс»: 2013